# Erisa Sekisambu
Erisa Keith Sekisambu (Wakiso, 28 agosto 1995) è un calciatore ugandese, attaccante del Kigali.

## Carriera

### Club
Nel 2012, dopo aver militato all'U.R.A., si trasferisce al Villa. Nel 2013 passa all'Express. Nel 2014 torna al Villa. Nel 2015 viene acquistato dal Vipers. Nel 2018 passa al Gor Mahia.

### Nazionale
Ha debuttato in nazionale il 20 giugno 2015, in Tanzania-Uganda (0-3), in cui mette a segno due reti.

## Palmarès

### Club

#### Competizioni nazionali
- Kakungulu Cup: 3

URA: 2011-2012
Villa: 2014-2015
Vipers: 2015-2016
- Ethiopian Premier League: 1

Vipers: 2017-2018